# Église Saint-Blaise de Marcenat
L'église Saint-Blaise est une église catholique située à Marcenat, en France.
Elle fait l'objet d'une protection au titre des monuments historiques.

## Localisation
L'église Saint-Blaise est située dans le département français du Cantal, au cœur du bourg de Marcenat, au carrefour des routes départementales 36 et 679.

## Historique
L'église remonte au XIIe siècle et a été reconstruite au XVe siècle, ne conservant que quelques éléments romans dans la nef,. La flèche du clocher, bien plus récente, a été rebâtie en 1854.
L'édifice est inscrit au titre des monuments historiques le 21 août 1992.

## Architecture
Comme nombre d'églises chrétiennes, l'édifice est orienté est-ouest.
À l'ouest, un imposant clocher, surmonté d'une flèche entourée de quatre clochetons, est épaulé par de puissants contreforts. La nef, dans laquelle le portail s'ouvre au sud, est  flanquée de deux collatéraux dont les travées orientales forment un faux transept. Le chœur s'achève par un chevet plat.
De sa construction romane, l'église n'a conservé que six piliers de la nef surmontés de chapiteaux sculptés.

## Mobilier
Plusieurs objets de l'église sont classés au titre des monuments historiques.
Les trois retables du XVIIIe siècle provenant de l'abbaye de Féniers en font partie : celui du maître-autel, le retable du Rosaire du collatéral nord et celui de l'Immaculée Conception du collatéral sud.
Sont également classés un aigle-lutrin du XVIIIe siècle en bois, deux cloches en bronze datées de 1705 et de 1713 et deux calices et patènes en argent repoussé, également du XVIIIe siècle : un ensemble datant de 1745 environ et l'autre des années 1760.

## Galerie de photos

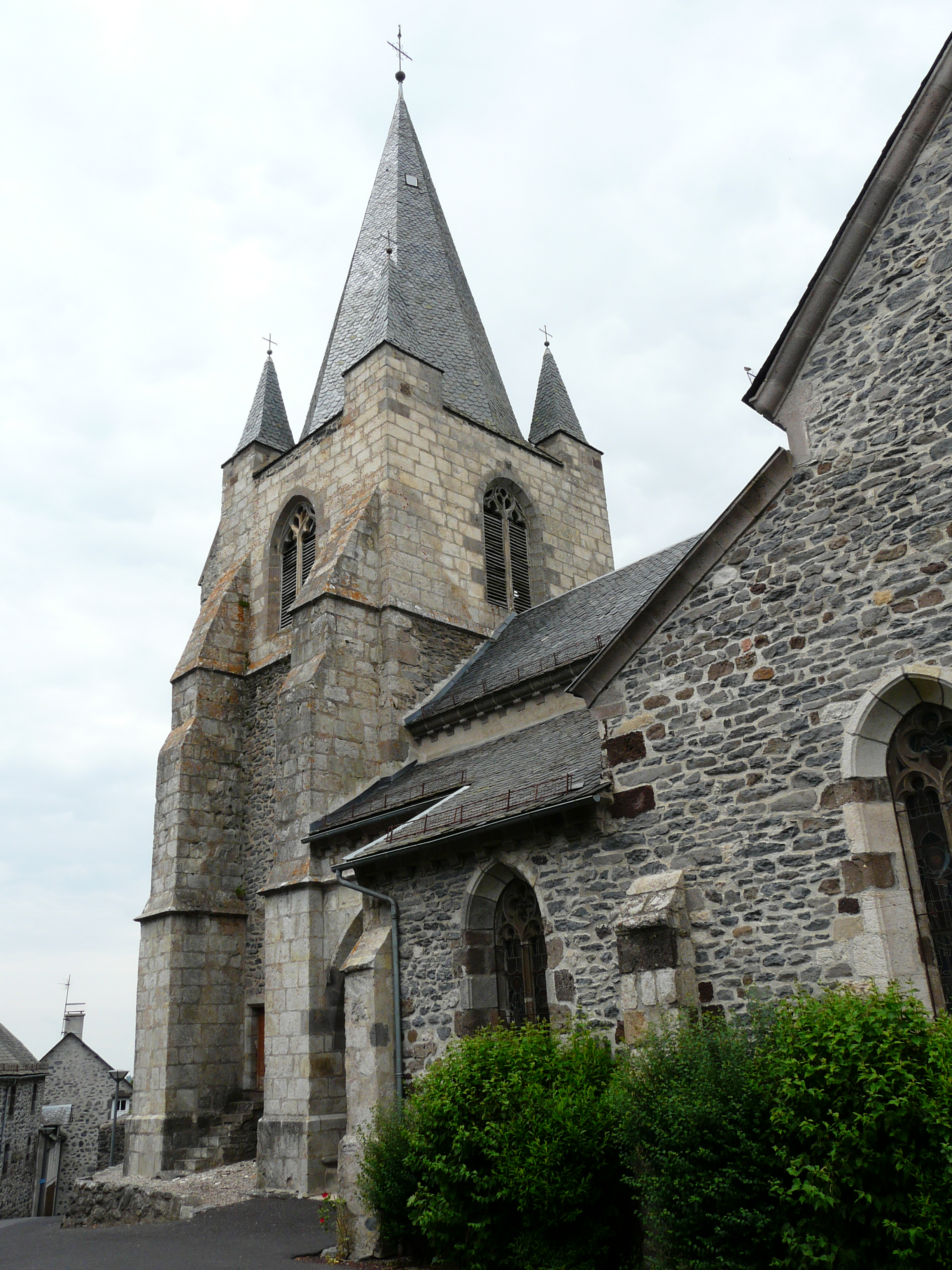
Le clocher.
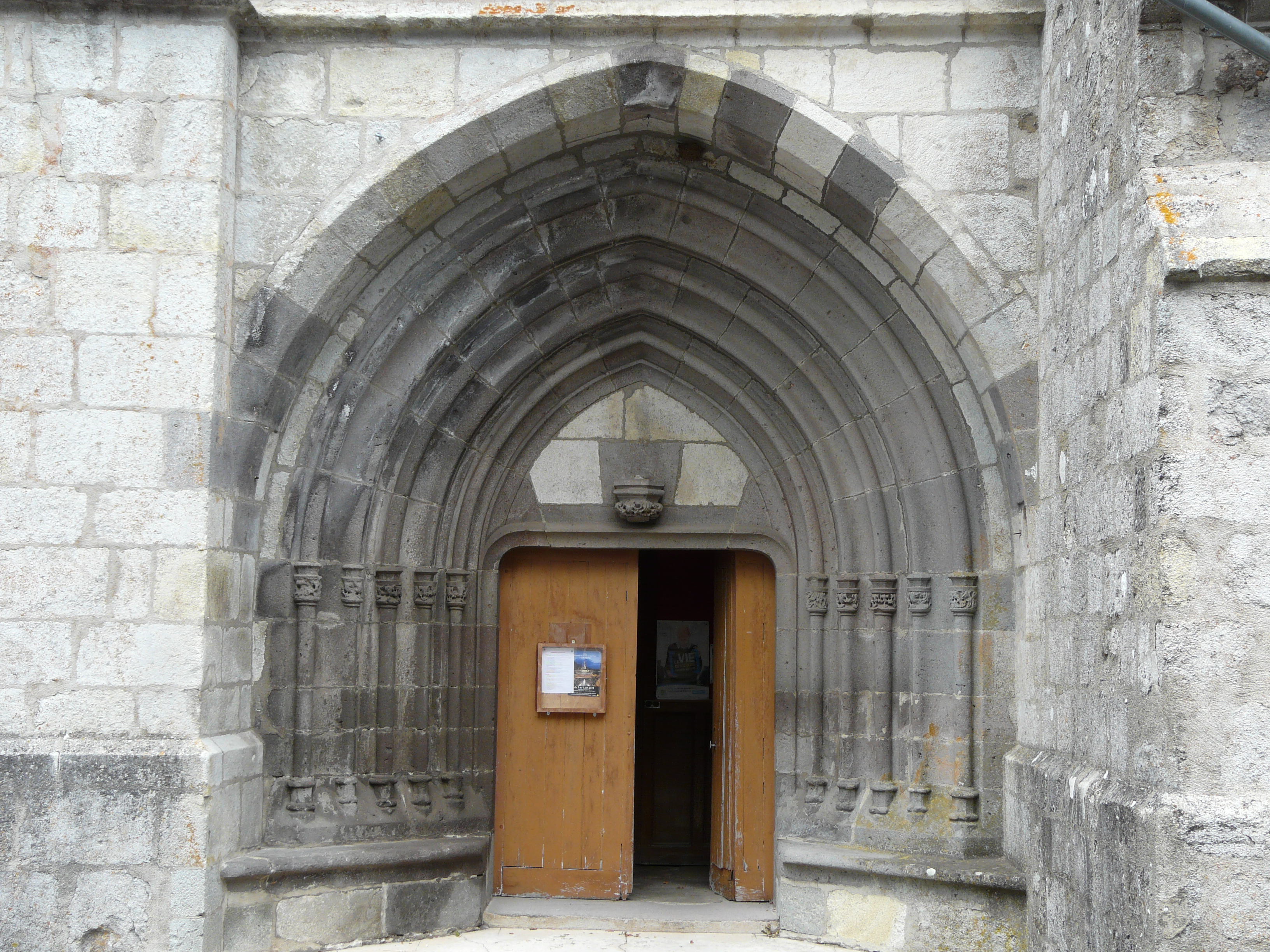
Le portail.
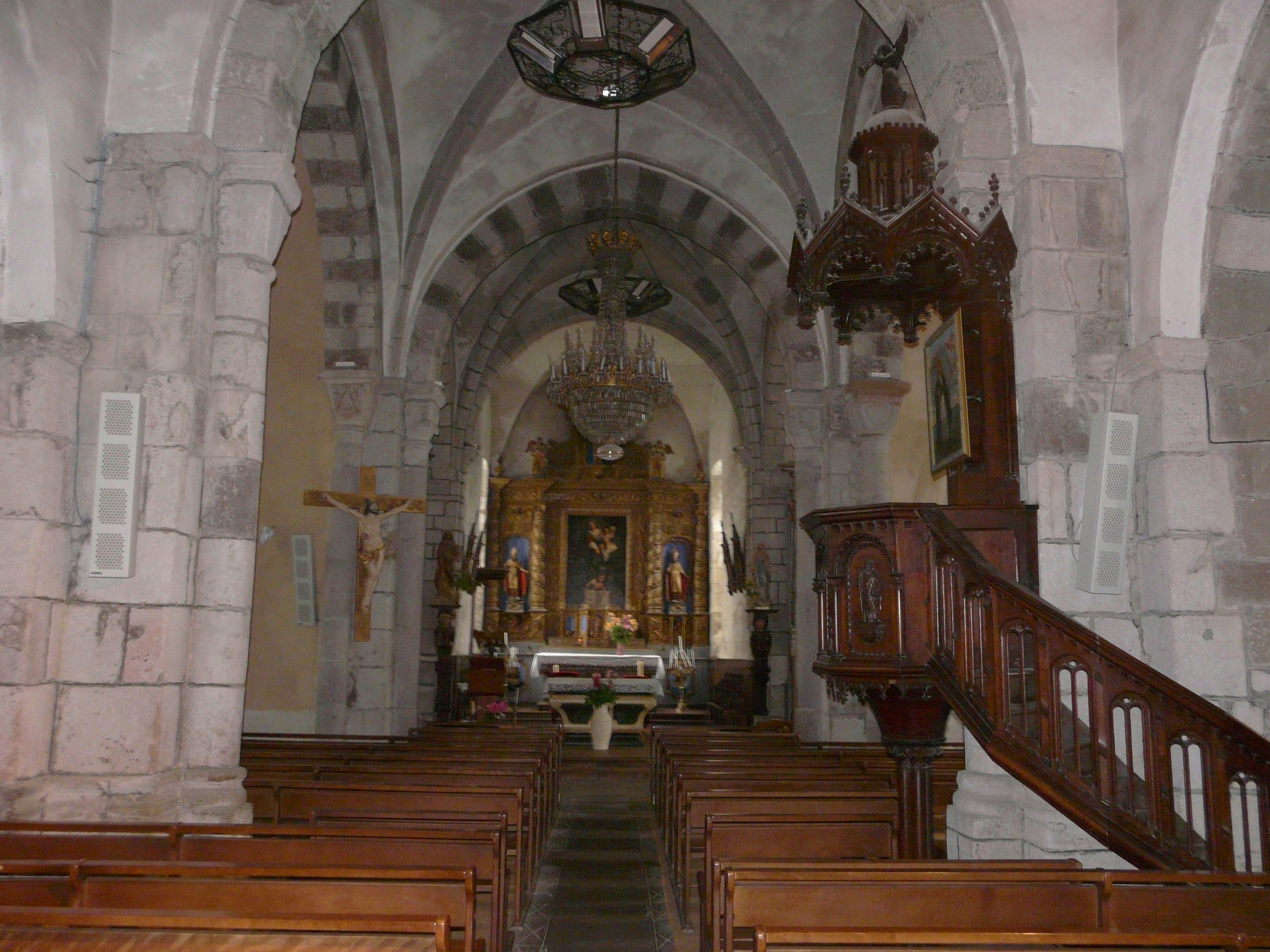
La nef.
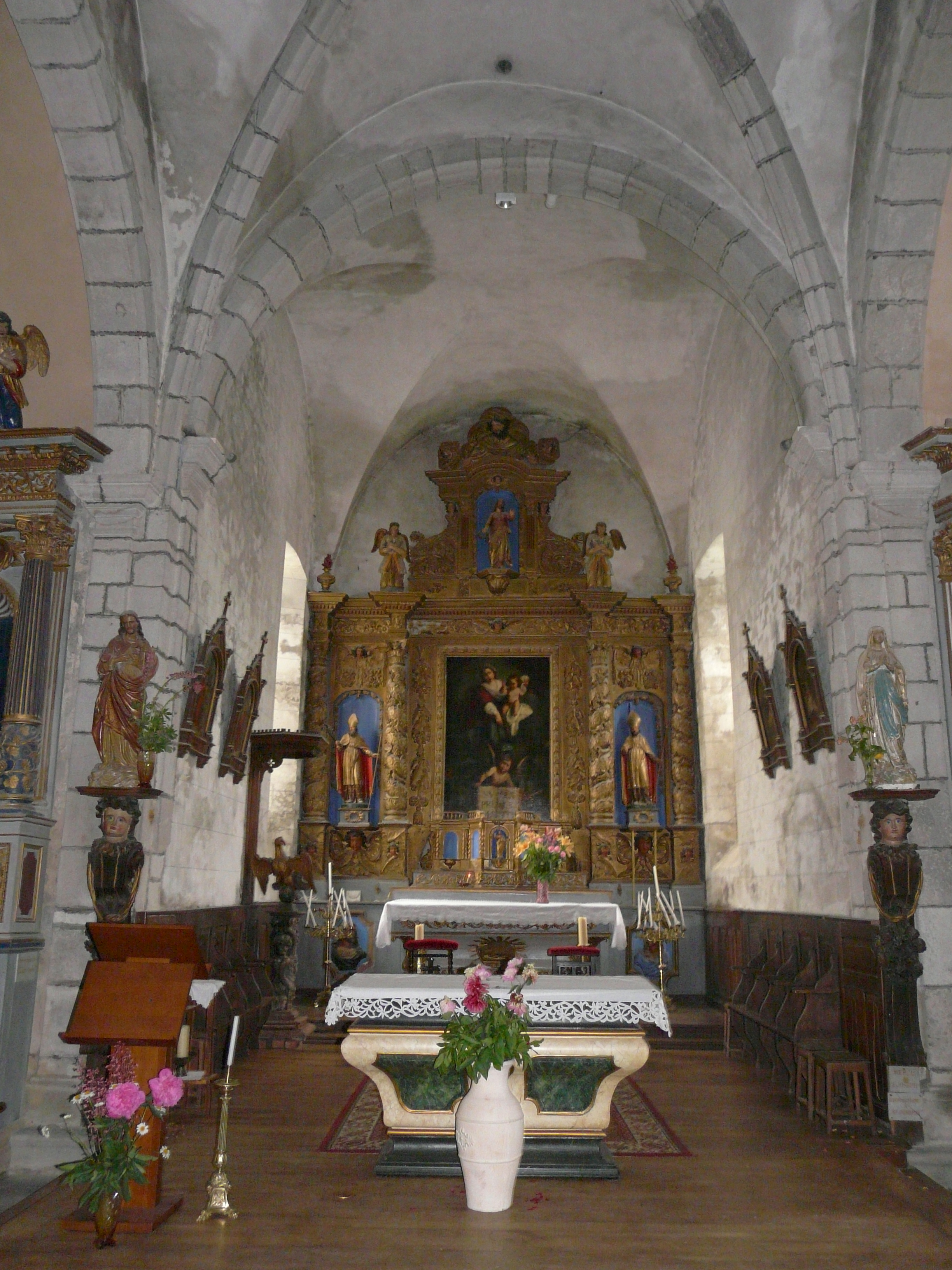
Le chœur et le retable majeur.
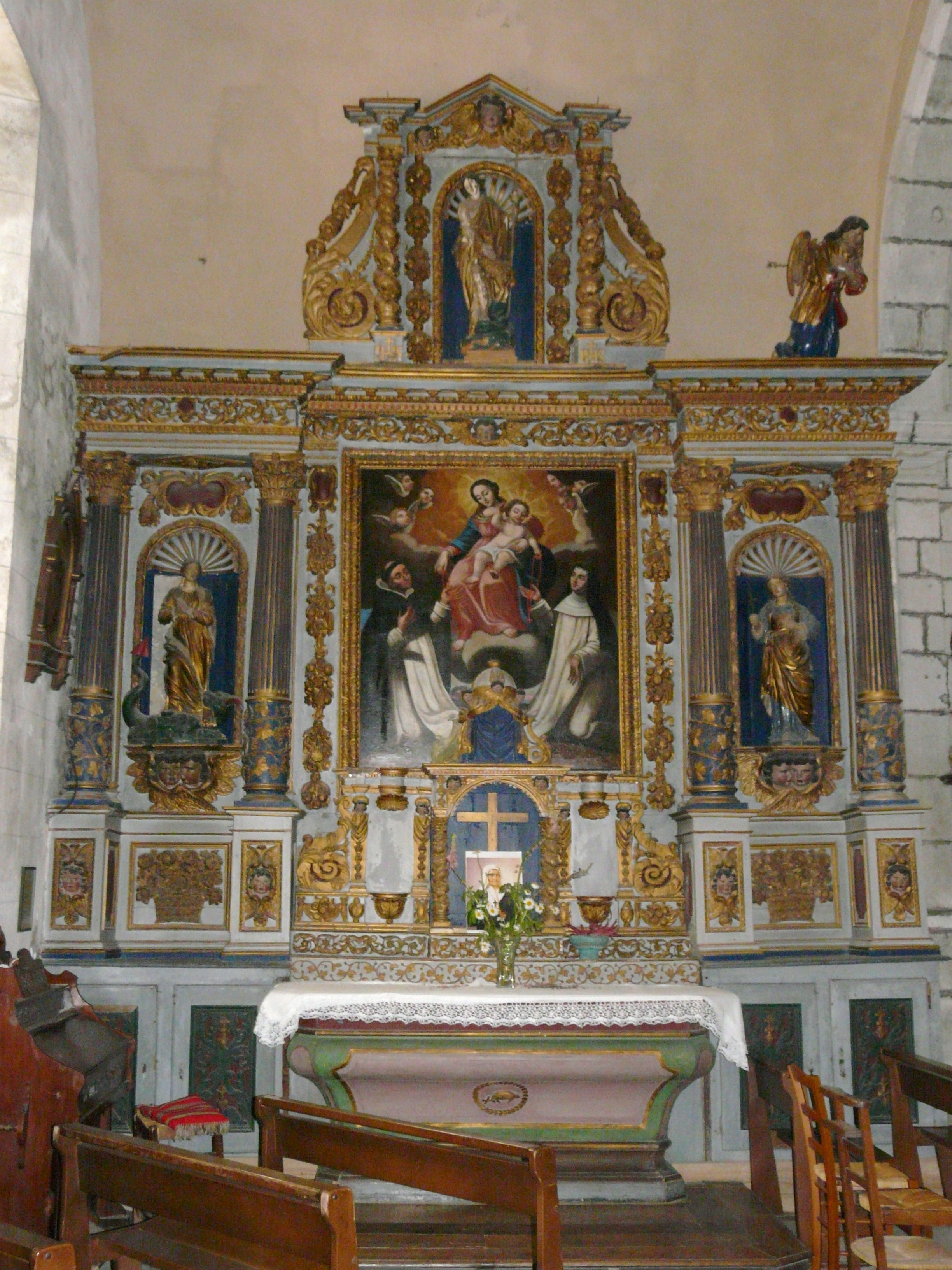
Le retable du Rosaire.
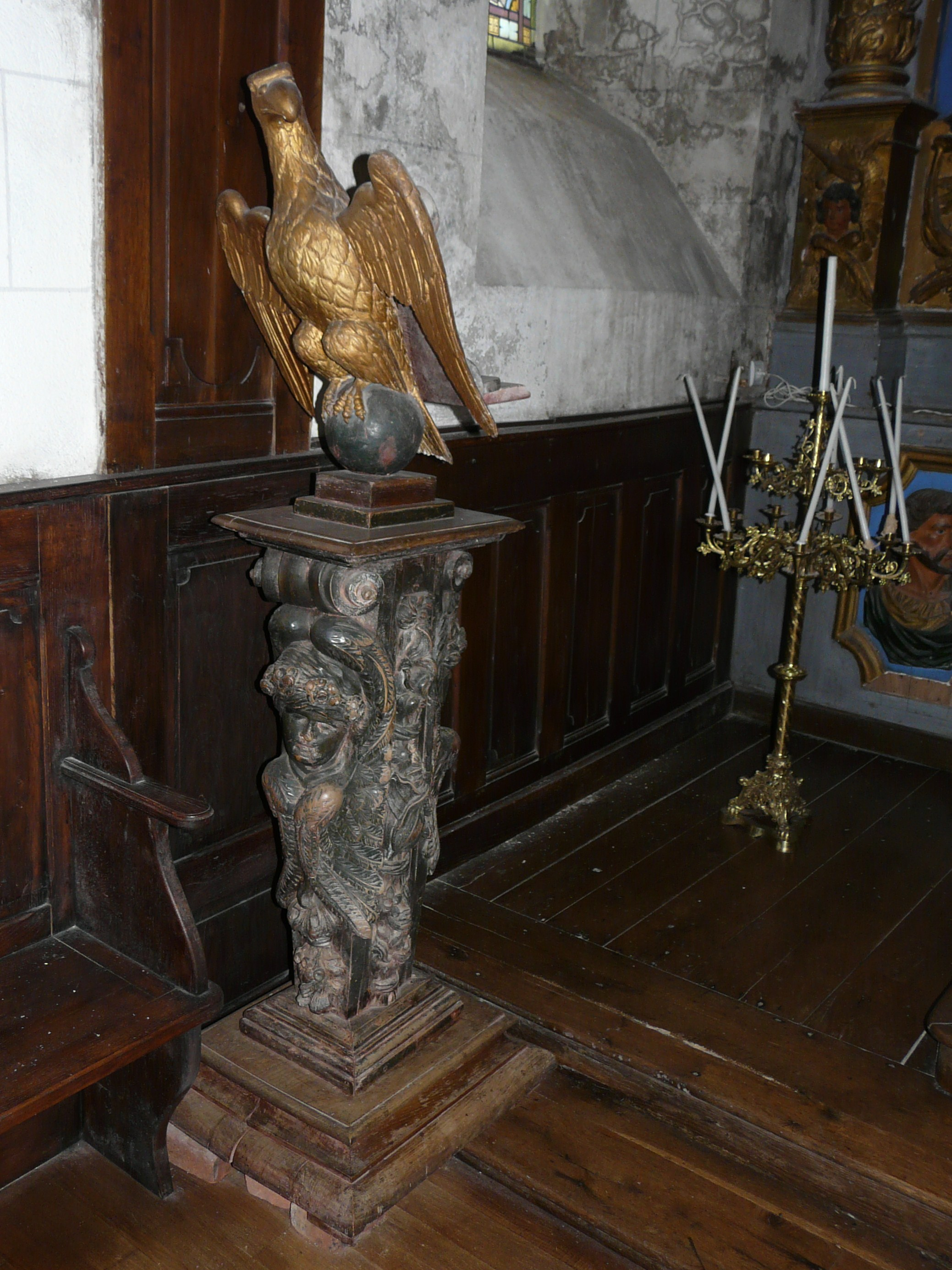
L'aigle-lutrin.